# Juraj Palkovič
Juraj Palkovič (Rimavská Baňa, 27 febbraio 1769 – Bratislava, 13 giugno 1850) è stato un poeta, docente, traduttore e giornalista slovacco.
Fu professore del liceo evangelico di Presburgo, l'odierna Bratislava, dove ebbe come allievo e poi come assistente Ľudovít Štúr e fra il 1832 e il 1836 fu deputato alla Dieta ungherese per la città di Krupina.

## Biografia
Apparteneva ad una famiglia nobile e ricevette la sua istruzione a Rimavská Baňa, a Ožďany, fra il 1784 e il 1786 a Dobšiná. Frequentò dal 1786 al 1790 il liceo di Sopron. Nello stesso periodo fu amministratore scolastico e precettore a Budikovany e completati gli studi liceali, si trasferì in Germania all'Università di Jena, dove rimase due anni fra il 1792 e il 1793. A Jena fu anche membro del circolo di lettura degli studenti slovacchi, nel quale tenne lezioni su Jan Hus, su Girolamo da Praga e su Comenius. Si dedicò soprattutto alla storia nazionale e letteraria ceca. Acquisì già allora la convinzione della necessità di un'unica lingua letteraria per i Cechi, i Moravi e gli Slovacchi. Dopo il ritorno da Jena nel 1794 si stabilì a Lučenec con l'incarico di insegnante e successivamente come precettore nella casa di Gabriel Prónay, governatore del comitato di Gemer, anche a Vác. Tentò con i noti patrioti slovacchi Bohuslav Tablic e Martin Hamaliar – laureati all'Università di Jena – di fondare una cattedra di lingua e letteratura ceco-slovacca presso il liceo evangelico di Presburgo (1803). Questa iniziativa ebbe successo, ma non gli riuscì di ampliare il piano e di affiancare alla cattedra anche un istituto che desse alle stampe scritti, calendari e giornali e fungesse da centro di raccolta per l'antiquariato slavo e per i documenti d'archivio. Ciò nonostante, la cattedra al liceo evangelico di Presburgo divenne via via un centro del movimento nazionale slovacco. Il suo primo professore fu lo stesso Juraj Palkovič, le cui eccezionali conoscenze linguistiche e letterarie erano già abbastanza note in quel periodo. Sebbene non avesse quasi nessun'altra entrata oltre allo stipendio di professore, riuscì man mano a realizzare una biblioteca e un archivio annesse alla cattedra.
Come professore del liceo insegnò non solo la grammatica ceco-slovacca, ma anche la storia letteraria collegata ad altre lingue slave, come il serbo, polacco e il russo. In breve tempo però dovette smettere di insegnare regolarmente anche perché non riceveva lo stipendio, cosicché era costretto a guadagnarsi da vivere soprattutto con l'attività letteraria, pubblicando scritti di divulgazione, calendari e giornali. La sua situazione migliorò leggermente in seguito, allorché ottenne dai superiori di poter nominare un suo assistente, che disimpegnava per lui tutti i doveri della cattedra.

## Attività letteraria
La sua attività letteraria incominciò con la pubblicazione della raccolta Múza ze slovenských hor ("La Musa dei monti slovacchi"), che rappresentava un'espressione di libertà nel panorama letterario slovacco dell'epoca. Si cimentò anche con la commedia teatrale Dva buchy a tri šuchy ("Due colpi e tre fruscii"), scritta in slovacco dialettale. Un'opera che lo tenne impegnato per tutta la vita fu la compilazione di un dizionario trilingue ceco-latino-tedesco. Nel 1800 pubblicò a Vác la traduzione di uno scritto di Hufelandov Kunšt prodloužení života ("L'arte di prolungare la vita") e due anni più tardi a Presburgo un suo breve testo Poučení o očkování ("Istruzione sulla vaccinazione"). Tradusse dal francese un trattato medico di Samuel Auguste Tissot. Inoltre nel 1812 curò l'edizione di un volume pedagogico di Juraj Plachý e pubblicò un proprio riassunto sulle leggi della Dieta ungherese con il titolo Výtah z artikulu sněmových, to jest zpráv a zřízení zemských království uherského na obecních jeho sněmích, neb diétach od počátku XIX. století vydaných. Questo riassunto era destinato soprattutto ai contadini sudditi, perché potessero aver la possibilità di conoscere di persona le leggi e si potessero difendere dai soprusi dei proprietari terrieri. 
Per quanto riguarda l'attività giornalistica è ricordato per aver pubblicato opuscoli economici come allegato del giornale Týdenník. Promise ad esempio di pubblicare Úplnú historii přítomné ruské války "Storia completa dell'attuale guerra russa"). Furono invece stampati Rozmlouvaní o včelářství Včeláka, Mlynáře a Vináře – dobrých sousedů ("Discorso sull'apicoltura dell'Apicoltore, Mugnaio e Viticoltore – buoni vicini") e Zpráva o sázení a obdělávaní stromoví ("Trattato sulla coltivazione e sulla piantagione di alberi"). Egli stesso affermò di aver stampato a sue spese 25 "libri slavi di argomento vario".

## Attività pubblicistica
Fra il 1805 e il 1848 pubblicò un calendario e un Přídavek ku kalendáři ("Supplemento al calendario"), in cui rendeva popolari conoscenze scientifiche, propagandava la modernizzazione della produzione agricola e diffondeva anche articoli di narrativa. Vi apparivano anche articoli di attualità sulle più importanti vicende interne e internazionali, articoli sulla salute, recensioni di nuovi libri, eccetera. Si rese ben conto dell'influenza del suo calendario su migliaia di lettori e di come poteva incidere sull'opinione pubblica e sulla consapevolezza nazionale degli slovacchi e degli slavi in generale. Concepiva tuttavia quest'influenza come un processo di lungo termine, che non era possibile migliorare con opuscoli occasionali, ma solo con la pubblicazione di un calendario annuale. Perciò cercò di fondare un periodico, in cui trovassero posto anche le notizie politiche. Egli stesso come deputato della città di Krupina alla dieta ungherese seguiva le problematiche politiche e sociali del Regno d'Ungheria e si esprimeva sulle medesime questioni. I primi tentativi di ottenere l'autorizzazione per pubblicare un giornale slovacco furono fatti nel 1804, ma l'istanza presentata da Daniel Tállayi per stampare il giornale Prešpurské noviny rimase senza risposta da parte delle autorità di Budapest. Anche a Palkovič le autorità negarono il permesso, ma dopo lunghe contese con un decreto imperiale del 1811 finalmente ottenne l'autorizzazione per pubblicare Týdenník, che uscì dal 1812 al 1818. Fra il 1832 e il 1841 pubblicherà il giornale Tatranka.

## Rapporto con la lingua slovacca
Quando Ľudovít Štúr e i suoi seguaci nel 1843 proposero l'adozione di una lingua slovacca, Palkovič in quanto esponente radicale dell'unità di una lingua letteraria per Cechi, Moravi e Slovacchi non poteva essere d'accordo con il gruppo degli  Štúrovci, sebbene avessero molto in comune. Le loro strade si iniziarono a dividere. Štúr, occupato nei preparativi per la pubblicazione di un giornale politico e dopo aver indubbiamente rotto l'amicizia con Palkovič, cessò di collaborare alla redazione di Tatranka. Palkovič dopo una pausa nell'aprile del 1845, sebbene vecchio di 76 anni, pubblicò da solo il terzo volume del suo giornale. Nella prefazione di questo volume l'anziano giornalista accenna, che era a conoscenza dello slovacco letterario già dal maggio del 1844, quando aveva auto fra le mani un libro di versi di Ján Francisci: Svojim vrstovňíkom na pamjatku ("Ai suoi contemporanei in memoria"), destinata solo ad un ristretto gruppo di affezionati lettori. Palkovič allora non si rese conto dell'importanza della lingua letteraria slovacca per la vita della nazione. Nonostante ciò non volle recidere tutti i legami con gli Štúrovci, suoi ex allievi. Con soddisfazione diede notizia del compimento del suo antico desiderio – la pubblicazione di un giornale politico slovacco, auspicato anche da Štúr. Espresse perciò la speranza che quel "dotto e ardente nostro compatriota" potesse tornare a scrivere in ceco letterario sul suo giornale. Nello stesso volume di Tatranka Palkovič lanciò anche un appello per la diffusione di  Slovenské národné noviny e di Orol Tatranský, scritto nella lingua slovacca codificata da Štúr (štúrovčina). Anche da ciò si può vedere come Palkovič avesse riserve solo nei confronti della nuova lingua letteraria, ma condivideva le azioni politiche e patriottiche degli Štúrovci. Perciò anche durante la Rivoluzione del 1848 rifiutò categoricamente le proposte di Ján Kollár di dirigere una redazione di un giornale contro gli Štúrovci. Ancora prima della morte, quando ricevette la visita di Ľudovít Štúr, Daniel Jaroslav Bórik e Jozef Miloslav Hurban (alla fine del 1849 o nell'anno successivo), si espresse sullo slovacco letterario con compiacimento e profetizzando un futuro per lo slovacco.

## Fortuna
Alcuni dei critici letterari del passato sminuirono la sua importanza. Ad esempio Jaroslav Vlček scrisse su di lui: "Come poeta si rivolse a superstiti lunghe anacreontiche, come prosatore compose meccanicamente materiale lessicale, fece giornalismo meccanicamente su Tydennik e in seguito su Tatranka offrì una miscela antiquata di insegnamenti obsoleti e di nessun interesse e in ultimo divulgò meccanicamente e tradusse senza scelta alcuna tutto ciò che gli potesse portare qualche beneficio tangibile“.
Quest'ingiusto giudizio dell'opera di Juraj Palkovič risultò dall'esagerazione dell'influenza negativa del suo conflitto linguistico con Josef Jungmann e con la sua scuola per lo sviluppo del movimento nazionale slovacco. Anche se è necessario riconoscere che Palkovič come sostenitore del ceco e come nemico delle riforme linguistiche di Jungmann mantenne una posizione conservatrice, nonostante questo la sua attività di divulgazione, di pubblicazione, di istruzione e soprattutto come giornalista gli conferì un posto di tutto rispetto nella storia del giornalismo slovacco.

## Opere principali

### Drammi
- 1800 – Dva buchy a tri šuchy ("Due colpi e tre fruscii")

### Poesia
- 1801 – Muza ze slovenských hor ("La Musa dei monti slovacchi")
- 1798 – Zpěvopanna ze slovenských hor ("La vergine cantora dei monti slovacchi") (inedito)

### Opere linguistiche
- 1821 – Dizionario ceco-tedesco-latino
- 1830 – Bestreitung der Neuerungen in der böhmischen Orthographie...  ("Ricusazione delle innovazioni nell'ortografia boema")